# Judith Herrin
Judith Herrin (ur. 16 października 1942) – angielska historyk, bizantynolog.

## Życiorys
Studiowała historię na Uniwersytecie w Cambridge. Doktorat uzyskała na Uniwersytecie w Birmingham. Studia uzupełniała w Paryżu i Monachium. Zajmuje się Bizancjum i późnym antykiem. Jest wykładowcą w King’s College w Londynie. W latach 2011–2012 była przewodniczącym Association Internationale des Etudes Byzantines.

## Wybrane prace
Margins and Metropolis: Authority across the Byzantine Empire (Princeton University Press, 2013) ISBN 978-0-691-15301-8, E- ISBN 978-1-400-84522-4.
- (red.) Personification in the Greek World, Ashgate 2005.
- (red.) Porphyrogenita: Essays on the History and Literature of Byzantium and the Latin East in Honour of Julian Chrysostomides, Aldershot 2003.
- (red.) Mosaic. Byzantine and Cypriot Studies in Honour of A.H.S. Megaw, Athens 2001.
- The Formation of Christendom, Princeton – London 1989.
- (tłumaczenie, wstęp i komentarz) Constantinople in the Early Eighth Century: The Parastaseis Syntomoi Chronikai, Leiden 1984.
- (red.) Iconoclasm, Birmingham 1977.

## Publikacje w języku polskim
- Krwawe cesarzowe, przeł. Zygmunt Simbierowicz, Warszawa: Dom Wydawniczy Bellona 2006.
- Bizancjum. Niezwykłe dziedzictwo średniowiecznego imperium, przeł. Norbert Radomski, Poznań: Dom Wydawniczy Rebis 2009 (wyd.2 – 2010, wyd.3 – 2013).
- Rawenna. Stolica imperium, tygiel Europy, przeł. Norbert Radomski, Poznań: Dom Wydawniczy Rebis 2021.